# Liste der Monuments historiques in Taden
Die Liste der Monuments historiques in Taden führt die Monuments historiques in der französischen Gemeinde Taden auf.

## Liste der Bauwerke
| Bezeichnung                               | Beschreibung                          | Standort | Kennzeichnung | Schutzstatus | Datum | Bild           |
| ----------------------------------------- | ------------------------------------- | -------- | ------------- | ------------ | ----- | -------------- |
| Site gallo-romain des Boissières          |                                       | (Lage)   | PA22000013    | Inscrit      | 2000  |                |
| Site gallo-romain de l’Asile des Pêcheurs |                                       | (Lage)   | PA22000012    | Inscrit      | 2000  |                |
| Manoir de la Grand-Cour                   | Herrenhaus, erbaut im 14. Jahrhundert | (Lage)   | PA00089666    | Classé       | 1993  | weitere Bilder |
| Ruinen des Château de la Garaye           | Erbaut im 16. Jahrhundert             | (Lage)   | PA00089665    | Classé       | 1920  | weitere Bilder |
| Château de la Conninais                   | Schloss, erbaut im 15. Jahrhundert    | (Lage)   | PA00089664    | Inscrit      | 1926  | weitere Bilder |
| Kirche St-Pierre                          | Erbaut im 14. Jahrhundert             | (Lage)   | PA22000033    | Inscrit      | 2012  | weitere Bilder |

## Liste der Objekte

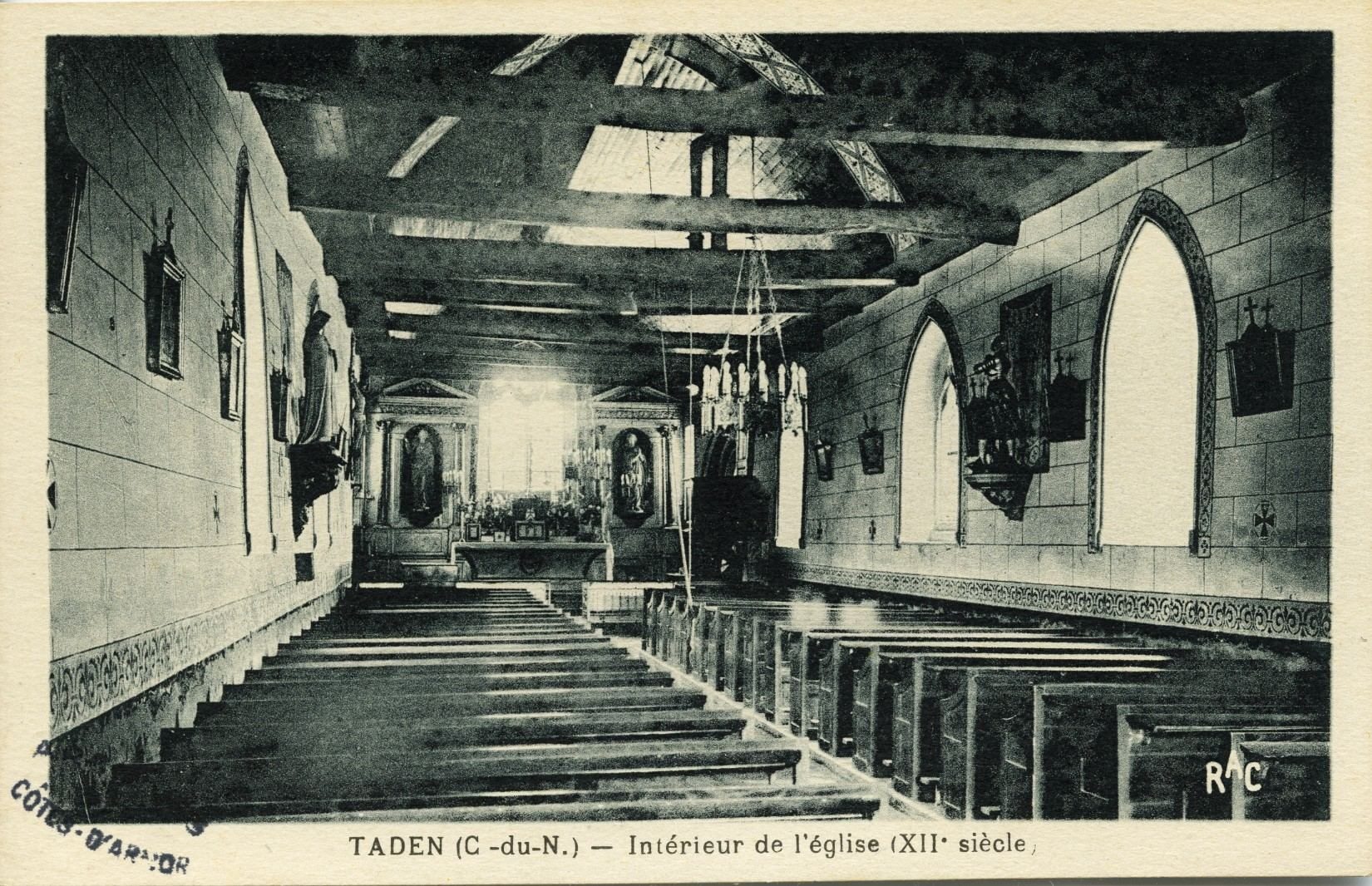
Innenansicht der Kirche St-Pierre

- Monuments historiques (Objekte) in Taden in der Base Palissy des französischen Kultusministeriums